# Alterface
Alterface est une société spin-off de l'Université catholique de Louvain, en Belgique fondée en 2001,,. Elle est active dans la conception de systèmes interactifs et au design d'interaction,.
Spécialisée dans le domaine des attractions et installations ludo-éducatives, avec chaque fois une composante interactive, ses systèmes s'installent dans les musées, les centres culturels scientifique et technique et les parcs de loisirs,.
L'approche d'Alterface tient à son moteur logiciel Salto qui, de par son approche multi-capteur/multi-actionneur, permet de réaliser tous types de systèmes, à l'apparence aussi variée que des grands écrans réactifs ou des cinémas interactifs de groupe tels que les Interactive Theatre,.

## Projets et réalisations notables
- Desperados (2006, Bobbejaanland et Fraispertuis-City) : interactive Theatre[14].
- Nightmare (2010, TusenFryd, Norvège) : maison hantée interactive[15].
- Maus au Chocolat (2011, Phantasialand, Allemagne) : parcours scénique interactif développé avec les véhicules de ETF Ride Systems[16]. Attraction primée[17].
- Justice League: Alien Invasion 3D (2012, Warner Bros. Movie World Australia) : parcours scénique interactif inspiré de l'univers DC Comics de la Ligue de justice d'Amérique. L'attraction a été développée sous la direction artistique de Sally Dark Rides[14].
- Justice League: Battle for Metropolis (2015, Six Flags Over Texas et Six Flags St. Louis, États-Unis)[18],[19] : parcours scénique interactif inspiré de l'univers DC Comics de la Ligue de justice d'Amérique. L'attraction a été développée sous la direction artistique de Sally Corporation.
- Plants vs. Zombies Garden Warfare (2016, Carowinds, États-Unis)[20],[19] : simulateur interactif de la licence de jeux vidéo Plantes contre zombies où deux équipes s'affrontent.
- Bazyliszek (2018, Legendia, Pologne) : parcours scénique interactif[21].
- Popcorn Revenge (2019, Walibi Belgium, Belgique) : parcours scénique interactif non linéaire développé avec les véhicules de ETF Ride Systems[22],[23],[24].
- Sesame Street: Street Mission (2020, PortAventura Park) : parcours scénique interactif.